# Kathedrale von Rabat

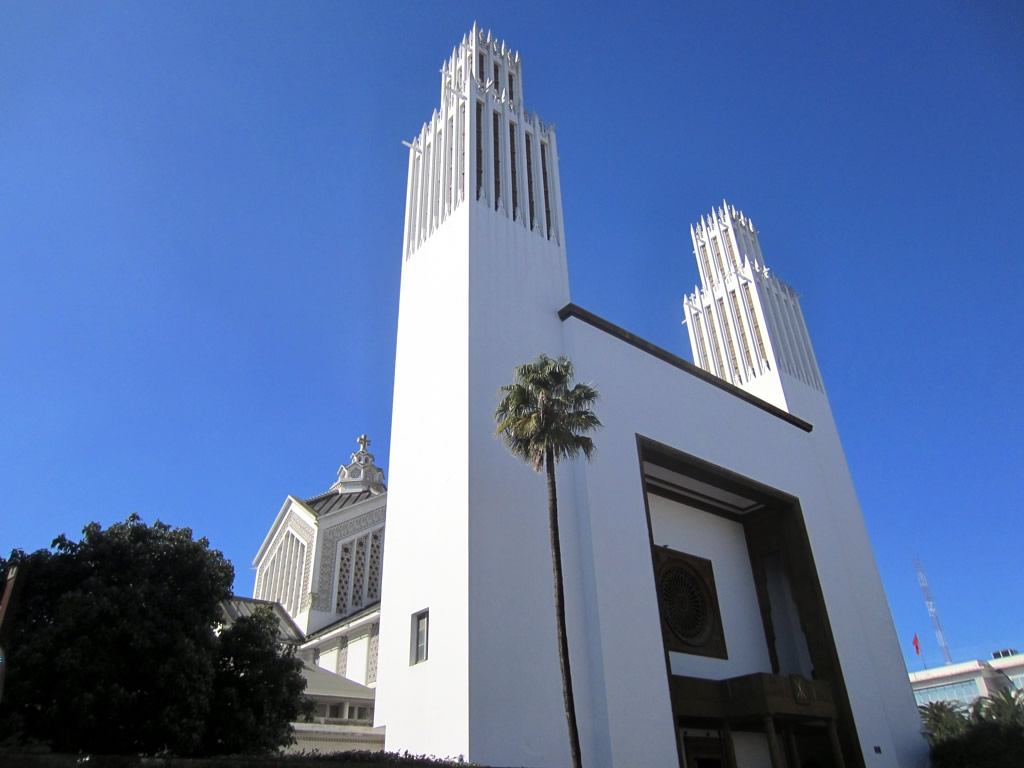
Kathedrale Saint-Pierre, Rabat

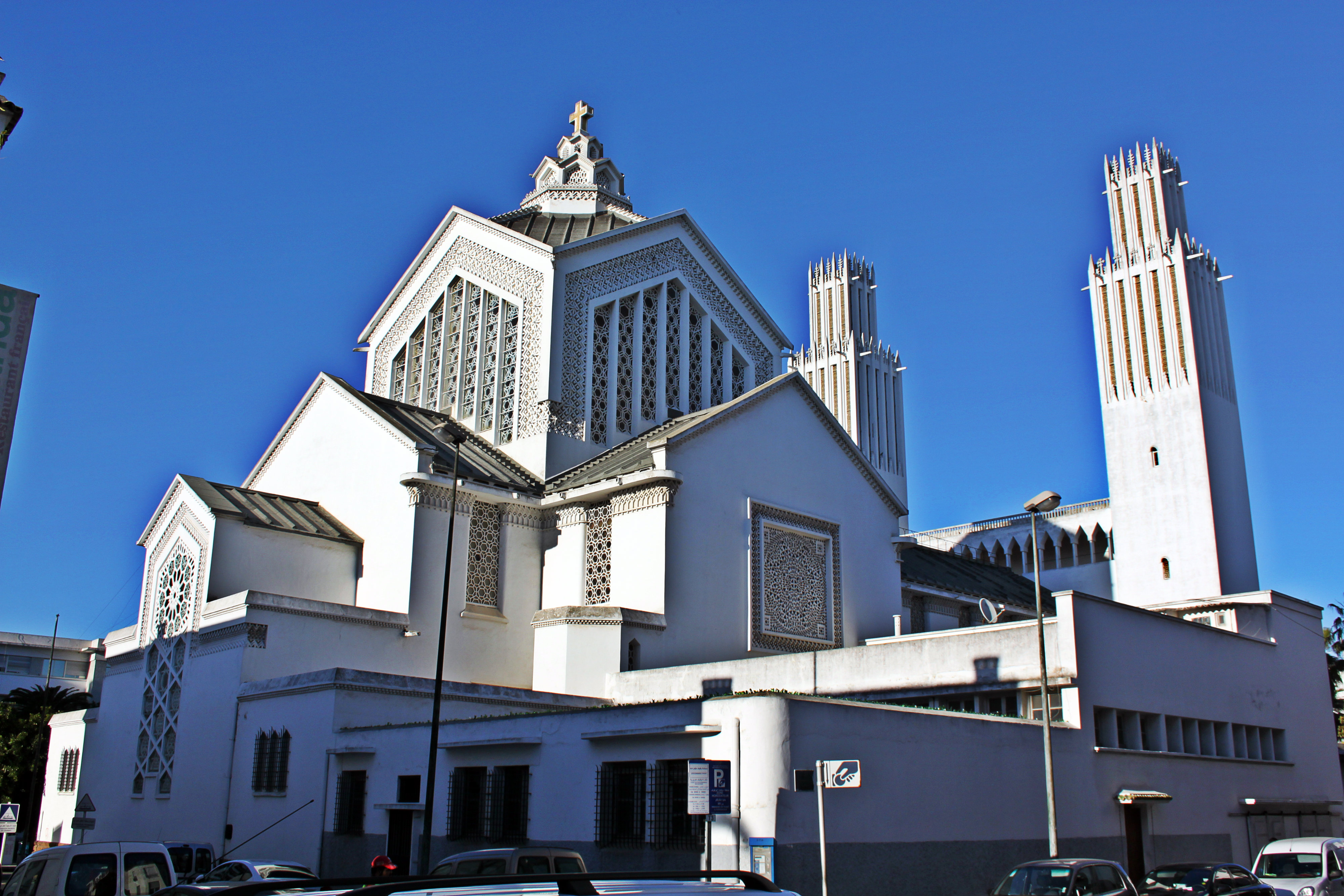
Kathedrale Saint-Pierre, Vierungs- und Chorbereich

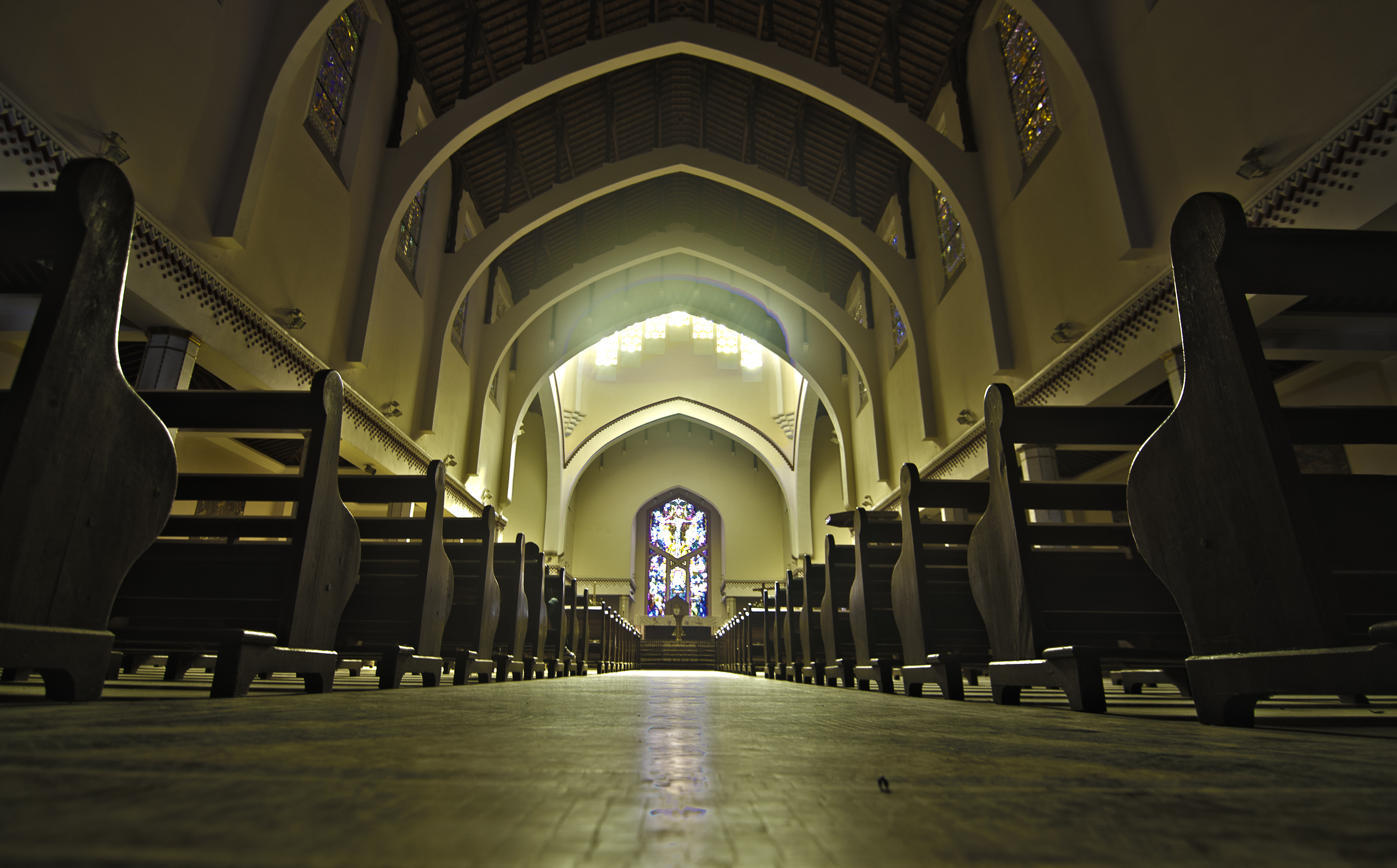
Kathedrale Saint-Pierre, Innenraum

Die dem hl. Petrus geweihte Kathedrale von Rabat ist der Sitz des katholischen Erzbistums der marokkanischen Hauptstadt Rabat.

## Lage
Die Kathedrale steht im Zentrum der Neustadt (Ville nouvelle) von Rabat; die Straßenbahnhaltestelle Place al Joulane liegt in unmittelbarer Nähe. Das Musée Mohammed VI d’art moderne et contemporain und das Musée de l’histoire et des civilisations de Rabat (ehemals „Archäologisches Museum“) befinden sich jeweils nur etwa 400 m südlich.

## Geschichte
Die zunächst turmlose Kathedrale wurde in den Anfangsjahren des Französischen Protektorats über Marokko im Stil des Art déco erbaut. Ihr Architekt war Adrien Laforgue. Die Grundsteinlegung erfolgte im Jahr 1919, die Einweihung fand am 17. November 1921 in Anwesenheit der Generalresidenten Hubert Lyautey statt. Die beiden markanten Fassadentürme wurden erst in den 1930er Jahren hinzugefügt.

## Architektur
Die im Wesentlichen in geradlinigen Formen aus Beton errichtete Kathedrale ist ca. 30 m hoch (Türme) und annähernd 70 m lang. Sie ist dreischiffig und verfügt über ein Querhaus, so dass sich insgesamt ein Grundriss in Form eines lateinischen Kreuzes ergibt. Das Mittelschiff wird durch Schwibbögen stabilisiert; alle Bauteile sind im Innern mit hölzernen Decken versehen. Der quadratische Vierungsbereich ist durch einen Laternenturm mit aufsitzender Laterne überhöht. Der um mehrere Stufen erhöhte Chor schließt flach und zeigt ein Fenster mit großflächigem geometrischen Maßwerk, wohingegen die meisten anderen Fensterfüllungen eher an maurische Formen erinnern.
Während der eigentliche Kirchenbau insgesamt eher modern und europäisch wirkt, knüpfen die beiden Fassadentürme in ihrem Erscheinungsbild an klassische maghrebinische Minarette an.